# 布告

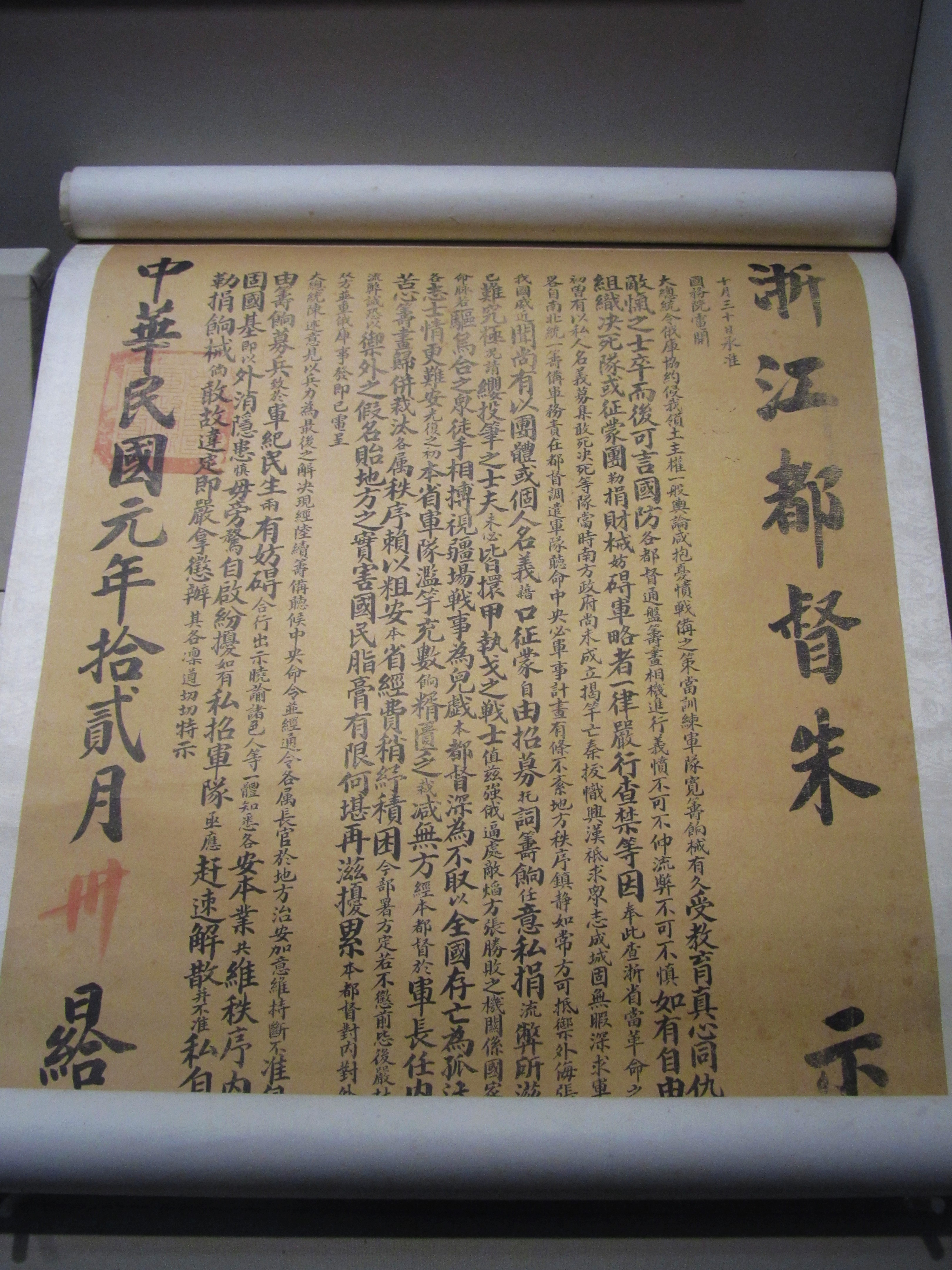
民国浙江都督告示，浙江省博物馆藏。

布告亦称告示，多指政府张贴于公共场所（如古代常悬于城门或通衢等人多之处）、对民众昭示事项的文书，常涉及发布命令、追寻罪犯和征询意见等，为诏令文体的一种。明清时称为告示，且明代时已作为重要的宣传形式渗透到社会生活的各个方面，民国时改称布告并沿用至今。